# Caça-palavras

Caça-palavras, parcialmente resolvido

O jogo de caça-palavras, ou sopa de letras, é um passatempo que consiste em letras arranjadas aparentemente aleatórias em uma grade quadrada ou retangular. O objetivo do jogo é encontrar e circundar as palavras escondidas na grade tão rapidamente quanto possível. As palavras podem estar escondidas verticalmente, horizontalmente ou diagonalmente dentro da grade. As palavras são arranjadas normalmente de modo que possam ser lidas da esquerda para a direita ou de cima para baixo, sendo que em passatempos de maior dificuldade também pode ocorrer o oposto. Algumas vezes uma lista de palavras escondidas é fornecida, mas os passatempos mais desafiadores podem fazer com que o jogador descubra-as. A maioria dos passatempos de caça-palavras tem também um tema comum a qual todas as palavras escondidas estão relacionadas.
Os caça-palavras são normalmente encontrados em jornais diários e revistas de passatempo. Alguns professores usam-nos como ferramentas educacionais para crianças, o benefício que é que as mentes jovens podem aprender palavras novas e a soletrá-las através da busca intensas procurando-as letra por letra no passatempo, além de entreter, desenvolve o raciocínio lógico e a memória, ajudando a evitar mal de Alzaimer.

## Estratégias
9A melhor estratégia para se encontrar todas as palavras é fazer uma varredura no passatempo da esquerda para a direita (ou vice-versa) e procurar a primeira letra da palavra (se uma lista de palavras é fornecida). Depois que se encontrou a letra, deve olhar as oito letras circunvizinhas para ver se a letra seguinte da palavra estiver lá. Então pode continuar-se este método até que a palavra inteira seja encontrada.
Uma outra estratégia é procurar letras que se destacam dentro da palavra que se está procurando (se uma lista de palavras é fornecida). Uma vez que a maioria dos caça-palavras usam letras maiúsculas, é mais fácil encontrar as letras que se destacam entre as outras. Estas letras são: Q, O, U, X, e Z.
Por último, a estratégia de procurar letras dobradas na palavra que você está procurando (se uma lista da palavra é fornecida) pode ajudar, porque é mais fácil de se identificar duas letras idênticas lado a lado dentro de uma grande grade de letras aleatórias.
Se uma lista da palavra não for fornecida, uma boa maneira de se encontrar rapidamente palavras é ir linha por linha. Primeiramente, todas as linhas horizontais devem ser lidas de frente para trás e vice-versa, e então deve se ler as colunas vertical, etc..

## Mensagem secreta

Mensagem secreta em caça-palavras

Um caça-palavras pode conter uma mensagem secreta: outras palavras ou frases que não constem da lista, colocadas propositadamente para a pessoa as encontrar.